# VALKYRIE 01
VALKYRIE 01 CAGE FORCE-EX（ヴァルキリー・ワン・ケージ・フォース・イーエックス）は、日本の女子総合格闘技イベント「VALKYRIE」の旗揚げ大会。2008年11月8日、東京都江東区有明のディファ有明で開催された。

## 大会概要
CAGE FORCE EXの第1部として旗揚げ大会が開催された。
メインイベントではスマックガールライト級王者辻結花がV一に判定勝ちを収めた。

## 試合結果

### アマチュアマッチ
アマチュアマッチ 56kg契約 ヴァルキリーアマチュアルール 3分2R
 森雅絵 vs.  正法佳子
正法の怪我により、試合中止

### 本戦カード
第1試合 女子フェザー級 ノーヴィスルール 3分2R
△  溝口麻美子 vs.  sakura △
2R終了 判定0-0
第2試合 女子フェザー級 ノーヴィスルール 3分2R
○  ♂ha＠THE♀ vs.  内藤晶子 ×
1R 2:45 腕ひしぎ十字固め
第3試合 女子ウェルター級 ノーヴィスルール 3分2R
○  ロクサン・モダフェリ vs.  米沢知佐 ×
2R終了 判定3-0
第4試合 女子フェザー級 ヴァルキリールール 3分3R
○  WINDY智美 vs.  藤野恵実 ×
3R終了 判定3-0
第5試合 セミファイナル 女子フライ級 ヴァルキリールール 3分3R
△  玉田育子 vs.  大室奈緒子 △
3R終了 判定1-0
第6試合 メインイベント 女子フェザー級 ヴァルキリールール 3分3R
○  辻結花 vs.  V一 ×
3R終了 判定3-0